# Alwarezaury
Alwarezaury (Alvarezsauridae) – grupa zwykle niewielkich, długonogich, szybko biegających teropodów. Zarówno początek tej, grupy jak i jej pokrewieństwo z innymi dinozaurami są niepewne. Początkowo zostały uznane za wtórnie nielotne ptaki, jednak nowsze badania sugerują, że są one bazalnymi maniraptorami. Były to silnie wyspecjalizowane zwierzęta z krótkimi kończynami przednimi, o lekkiej budowie ciała. Ich szkielet sugeruje, że miały masywne klatki piersiowe i dobrze rozwinięte mięśnie kończyn przednich. Być może były to przystosowania do kopania. Alwarezaury miały też wydłużone szczęki uzbrojone w ostre zęby. Być może polowały na owady społeczne, takie jak termity. W Australii odkryto fragmentaryczne szczątki rapatora i walgettozucha, które mogą być gigantycznymi alwarezaurami. Jednak oba te rodzaje są uznawane obecnie za nomina dubia, z niepewną pozycją systematyczną. U jednego z przedstawicieli alwarezaurów – Shuvuuia deserti – stwierdzono obecność puchowego upierzenia. Jej pióra w testach immunologicznych wykazały pozostałość  beta-keratyny – głównego białka występującego w ptasich piórach. Alwarezaury występowały w obu Amerykach, Azji i być może Australii (Rapator, Walgettosuchus) i Europie (Heptasteornis).

## Historia i interpretacje
Pierwszym opisanym alwarezaurem był Alvarezsaurus calvoi. Został nazwany w 1991 przez Bonapartego. Stworzył on dla niego monotypową rodzinę, którą uznał za krewnych ornitomimozaurów. Perle i inni (1993) opisali następnego alwarezaura o nazwie Mononychus olecranus. Miesiąc później zmienili jego nazwę na Mononykus olecranus, gdyż poprzednia była zajęta przez rodzaj motyla. Został on opisany jako członek Avialae, bardziej zaawansowany niż archeopteryks. Autorzy opisu utrzymywali również, że alwarezaury są grupą mezozoicznych wtórnie nielotnych ptaków, na podstawie kilku cech które uznali za wyłącznie ptasie. Novas (1996) opisał innego alwarezaura, którego nazwał Patagonykus puertai. Karhu i Rautian w tym samym roku opisali innego członka tej grupy – parwikursora. Rok później opisano innego alwarezaura – szuwuję. Alwarezaury bywały uznawane za ptaki z powodu cech takich jak budowa mostka, który nosi ślady po powiększonym mięśniu piersiowym (podobnym do tego występującego u ptaków paleognatycznych) czy silnie kinetycznej czaszki szuwui (innej cechy ptaków). Pozostałe cechy, z powodu których obecności uznawano alwarezaury za ptaki, to m.in. budowa podniebienia, kręgów szyjnych i ogonowych. Wielu badaczy, np. Feduccia (1994), Ostrom (1994), Wellnhofer (1994), Kurochkin (1995), Zhou (1995) i Sereno (1997), uznało ptasią tożsamość alwarezaurów za mało prawdopodobną. Martin (1997) wykonał analizę kladystyczną, ale Sereno skrytykował ostro jej wyniki. Sereno (1999) stwierdził, że alwarezaury są prawdopodobnie najbliżej spokrewnione z ornitomimozaurami. Ponieważ najstarsze alwarezaury nie mają cech, na podstawie których ta grupa zostały uznane za ptaki, są one wynikiem konwergencji, a nie zostały odziedziczone po wspólnych z ptakami przodkach.

## Systematyka
Analiza Turnera i innych (2007) klasyfikuje alwarezaury jako najbardziej bazalne maniraptory, bardziej zaawansowane jednak od ornitolesta i ornitomimozaurów. Budowa szkieletu wykazuje, że alwarezaury są prymitywniejsze niż owiraptorozaury. Novas i inni (1996) w opisie patagonyka wykazali, że jest on bardziej zaawansowany niż alwarezaur i mniej niż mononyk. Parvicursor został potem umieszczony w rodzinie Parvicursoridae, do której dołączono w 1998 szuwuję. Obecnie nazwę tę uznaje się, podobnie jak Mononykidae (Chiappe i inni, 1998), za synonim nazwy Alvarezsauridae.
Najstarszy i najbardziej bazalny przedstawiciel Alvarezsauroidea, Haplocheirus, żył w późnej jurze na obecnych terenach Azji, co sugeruje, że to właśnie tam, a nie w Ameryce Południowej, wyewoluowała grupa Alvarezsauroidea.
- Nadrodzina Alvarezsauroidea
  - Haplocheirus
  - Rodzina Alvarezsauridae
    - Achillesaurus
    - Alvarezsaurus
    - Kol
    - Patagonykus
    -  ?Rapator
    -  ?Walgettosuchus
    - Jaculinykus[9].
    - Podrodzina Mononykinae/Parvicursorinae
      - Albertonykus
      - Albinykus
      - Ceratonykus[10]
      - Heptasteornis
      - Linhenykus
      - Mononykus
      - Parvicursor
      - Shuvuuia
      - Xixianykus

### Filogeneza
Kladogram według Longricha i Currie'ego, 2009
|  | Albertonykus                       |
|  |                                    |
|  | Nienazwany alwarezauryd (YPM 1049) |
|  |                                    |

|  | Parvicursor                             |
|  |                                         |
|  | Parvicursor sp. (alwarezauryd z Tugrik) |
|  |                                         |

|  | Shuvuuia  |
|  |           |
|  | Mononykus |
|  |           |

|  | Parvicursor                             |
|  |                                         |
|  | Parvicursor sp. (alwarezauryd z Tugrik) |
|  |                                         |

|  | Shuvuuia  |
|  |           |
|  | Mononykus |
|  |           |

|  | Albertonykus                       |
|  |                                    |
|  | Nienazwany alwarezauryd (YPM 1049) |
|  |                                    |

|  | Parvicursor                             |
|  |                                         |
|  | Parvicursor sp. (alwarezauryd z Tugrik) |
|  |                                         |

|  | Shuvuuia  |
|  |           |
|  | Mononykus |
|  |           |

|  | Parvicursor                             |
|  |                                         |
|  | Parvicursor sp. (alwarezauryd z Tugrik) |
|  |                                         |

|  | Shuvuuia  |
|  |           |
|  | Mononykus |
|  |           |

|  | Albertonykus                       |
|  |                                    |
|  | Nienazwany alwarezauryd (YPM 1049) |
|  |                                    |

|  | Parvicursor                             |
|  |                                         |
|  | Parvicursor sp. (alwarezauryd z Tugrik) |
|  |                                         |

|  | Shuvuuia  |
|  |           |
|  | Mononykus |
|  |           |

|  | Parvicursor                             |
|  |                                         |
|  | Parvicursor sp. (alwarezauryd z Tugrik) |
|  |                                         |

|  | Shuvuuia  |
|  |           |
|  | Mononykus |
|  |           |

|  | Albertonykus                       |
|  |                                    |
|  | Nienazwany alwarezauryd (YPM 1049) |
|  |                                    |

|  | Parvicursor                             |
|  |                                         |
|  | Parvicursor sp. (alwarezauryd z Tugrik) |
|  |                                         |

|  | Shuvuuia  |
|  |           |
|  | Mononykus |
|  |           |

|  | Parvicursor                             |
|  |                                         |
|  | Parvicursor sp. (alwarezauryd z Tugrik) |
|  |                                         |

|  | Shuvuuia  |
|  |           |
|  | Mononykus |
|  |           |

|  | Albertonykus                       |
|  |                                    |
|  | Nienazwany alwarezauryd (YPM 1049) |
|  |                                    |

|  | Parvicursor                             |
|  |                                         |
|  | Parvicursor sp. (alwarezauryd z Tugrik) |
|  |                                         |

|  | Shuvuuia  |
|  |           |
|  | Mononykus |
|  |           |

|  | Parvicursor                             |
|  |                                         |
|  | Parvicursor sp. (alwarezauryd z Tugrik) |
|  |                                         |

|  | Shuvuuia  |
|  |           |
|  | Mononykus |
|  |           |

|  | Albertonykus                       |
|  |                                    |
|  | Nienazwany alwarezauryd (YPM 1049) |
|  |                                    |

|  | Parvicursor                             |
|  |                                         |
|  | Parvicursor sp. (alwarezauryd z Tugrik) |
|  |                                         |

|  | Shuvuuia  |
|  |           |
|  | Mononykus |
|  |           |

|  | Parvicursor                             |
|  |                                         |
|  | Parvicursor sp. (alwarezauryd z Tugrik) |
|  |                                         |

|  | Shuvuuia  |
|  |           |
|  | Mononykus |
|  |           |

|  | Albertonykus                       |
|  |                                    |
|  | Nienazwany alwarezauryd (YPM 1049) |
|  |                                    |

|  | Parvicursor                             |
|  |                                         |
|  | Parvicursor sp. (alwarezauryd z Tugrik) |
|  |                                         |

|  | Shuvuuia  |
|  |           |
|  | Mononykus |
|  |           |

|  | Parvicursor                             |
|  |                                         |
|  | Parvicursor sp. (alwarezauryd z Tugrik) |
|  |                                         |

|  | Shuvuuia  |
|  |           |
|  | Mononykus |
|  |           |

|  | Albertonykus                       |
|  |                                    |
|  | Nienazwany alwarezauryd (YPM 1049) |
|  |                                    |

|  | Parvicursor                             |
|  |                                         |
|  | Parvicursor sp. (alwarezauryd z Tugrik) |
|  |                                         |

|  | Shuvuuia  |
|  |           |
|  | Mononykus |
|  |           |

|  | Parvicursor                             |
|  |                                         |
|  | Parvicursor sp. (alwarezauryd z Tugrik) |
|  |                                         |

|  | Shuvuuia  |
|  |           |
|  | Mononykus |
|  |           |